# 볼보
볼보 그룹(영어: Volvo Group) 혹은 악티볼탁 볼보(스웨덴어: Aktiebolaget Volvo)는 스웨덴의 중장비 제조 및 판매기업 그룹이다.

## 역사

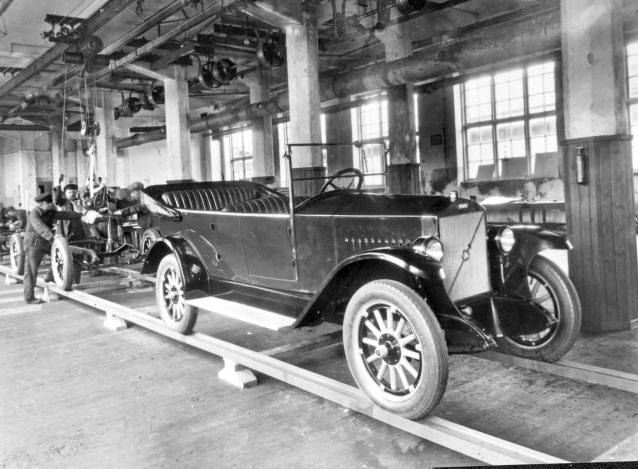
최초 모델 ÖV4

1926년 7월 한 레스토랑에서 스웨덴의 경제학자인 아사 가브리엘손과 당시 최대의 볼베어링 회사인 SKF의 엔지니어였던 구스타프 라르손은 저녁 식사를 하던 중 냅킨의 뒷면에 자동차의 차대를 처음으로 디자인하고, 미래의 계획을 구상하면서 볼보를 탄생시켰다. 그들은 볼보의 최초모델인 ÖV4를 개발한 후 SKF의 지원을 받아 예테보리 근처에 스웨덴 최초 현대식 자동차 공장을 세우고, 회사명을 라틴어로 "나는 구른다 (I Roll)"라는 의미를 지닌 볼보로 명명하였다. 볼보의 창업자들은 SKF와의 특별한 관계를 기념하는 의미에서 회전하는 베어링을 형상화한 화살표 문양의 엠블렘을 만들어 차에 달았고, 그것이 현재까지 내려와 볼보의 상징으로 자리잡고 있다. 1928년 볼보는 1.5톤 트럭에 집중하여 생산하였다. 그 해 말 승용차 산업에도 뛰어들었다. 스웨덴은 추운 나라이며, 도로포장률이 낮았고, 도로 주행 역시 쉽지 않았기 때문에 볼보 설립자들은 가장 먼저 안전에 신경 쓰게 되었다. 또한 스웨덴의 까다로운 환경 관련 규제 때문에 볼보자동차는 환경에도 중점을 두었고, 기업 이념 역시 안전, 품질, 환경이 되었다. 이후, 볼보는 버스, 트럭, 중장비 제조업 등 여러 사업에 진출하였으며, 주력 사업인 볼보자동차는 포드 모터 컴퍼니에 매각된 이후 중국의 지리 자동차에 인수·합병되어 오늘날에 이른다.